# Camponotus edmondi
Camponotus edmondi é uma espécie de inseto do gênero Camponotus, pertencente à família Formicidae.